# Trans-X
A Trans-X 1981-ben alakult kanadai szintipop együttes, melynek alapítója és frontembere Pascal Languirand. Az együttes legnagyobb slágere az 1983-as Living on Video.

## Története
Az együttest a kanadai Pascal Languirand alapította, aki korábban az ambient, cosmic és space műfajokban alkotott. 1982-ben csatlakozott hozzá a billentyűs és programozó Steve Wyatt. Együtt felvettek egy demót, mellyel szerződéshez jutottak egy dal erejéig (Vivre sur Video).
Steve Wyatt játszott a szintetizátoron, valamint a programozását is ő csinálta a Vivre sur Video (Living on Video) című dalnak. A "Digital World"-öt is ő szerezte, valamint a dal összes hangszerén ő játszott, amely a kislemez hátoldalán található meg. A "Digital World" megtalálható még a maxin és a Living on Video albumon is. Steve Wyatt 1983 végén elhagyta az együttest.
Pascal később összeállt a montreali Laurie Ann Gill énekesnővel, aki a Trans-X másik fele lett. Gill a korábbi videókban már látható, ahol háttérvokalistaként működött közre a Nudimension szintipop együttessel. Amikor az első kislemez, a "Living on Video" megjelent, azonnal sláger lett Kanadában, és a kislemez később kétmillió példányban kelt el, valamint felkerült a brit és európai top 10-es listákra is 1985-ös újramegjelenését követően.
1983 későbbi szakaszában újabb daluk jelent meg "Message on the Radio" címmel, amely nem került fel a listákra, a Trans-X pedig egy újabb dallal, a "3D-Dance" szerzeménnyel zárta az évet. A "Message on the Radio"-ból videó is készült Torontóban, producere a helyi Emil Dittrich és a bostoni Carol Linnane voltak.
Az összes dal felkerült az ezt követő albumra, mely a Living on Video címmel jelent meg. 1986-ban Languirand beszüntette az együttes működését, miután a friss album, a "Living on My Own" nem tudott felkerülni az országhatáron kívüli listákra. Az album megjelenése után Languirand pár évig nem hallatott magáról, majd szólókarrierbe kezdett, ezúttal a new age, ambient és space műfajokban alkotva az elektronikus zene helyett. 
1994-ben Languirand élő előadásokkal tért vissza Trans-X néven, Nadia Sohaei oldalán. 1998-ban kiadta Greatest Hits albumát. Később felvette a legnagyobb slágere felfrissített változatát "Living on Video 2003" címmel és kiadta a The Drag-Matic Album-ot, melynek producere Michel Huygen volt a Neuronium együttesből. Egy még frissebb változat, a "Living on Video 2k6" 2006 május 6-án jelent meg.
2010-ben Languirand Mexikóban élt, és legújabb albumán dolgozott, amely 2012-ben jelent meg Hi-NRG Album címmel.

## Diszkográfia

### Kislemezek
- "Living on Video" (1981)
- "Message on the Radio" (1982)
- "3-D Dance" (1983)
- "Vivre Sur Vidéo" (1983)
- "Living on Video" (1985) – remix
- "Ich Liebe Dich (I Love You)" (1986)
- "Monkey Dance" (1986)
- "Maria" (1988)
- "Funkytown / Living on Video" (1991)
- "Living on Video" (1991)
- "A New Life on Video" (1995)
- "To Be... Or Not To Be" (1995)
- "Living on Video 2K6" (2006)

### Albumok
- Message on the Radio (1983)
- Living on Video (1983)
- On My Own (1988)
- Trans-X xcess (1995)
- 010101 (2001)
- The Drag-Matic Album (2003)
- Hi-NRG Album (2012)

### Pascal Languirand szólóalbumai
- Minos (1978) (csak LP)
- De Harmonia Universalia (1980) (csak LP)
- Vivre Ici Maintenant (1981) (csak LP)
- Gregorian Waves (1991)
- Ishtar (1993)
- Renaissance (2002)
- LSD (Cybernium néven; Michel Huygen közreműködésével) (2003)
- Incanta (2005)

## Fordítás
Ez a szócikk részben vagy egészben  a   Trans-X című angol Wikipédia-szócikk ezen változatának fordításán alapul.  Az eredeti cikk szerkesztőit annak laptörténete sorolja fel. Ez a jelzés csupán a megfogalmazás eredetét és a szerzői jogokat jelzi, nem szolgál a cikkben szereplő információk forrásmegjelöléseként.